# Estação Fabre
A Estação Fabre é uma das estações do Metrô de Montreal, situada em Montreal, entre a Estação Jean-Talon e a Estação D'Iberville. Faz parte da Linha Azul.
Foi inaugurada em 16 de junho de 1986. Localiza-se na Rua Jean-Talon. Atende os distritos de Villeray–Saint-Michel–Parc-Extension e Rosemont–La Petite-Patrie.